# Tower (Band)
Tower war eine Symphonic-Rock-Band aus Leiden in den Niederlanden. Die Band gründete sich 1981, löste sich 1984 aber schon wieder auf. Die Formation spielte in Europa melodischen Symphonic Rock und Pop mit origineller und untypischer Instrumentierung und Elementen der Klassik, unter anderem Geigenunterstützung. Bekannt wurde sie vor allem durch ihre Single-Auskopplung Goin’ Home, die sich 1982 in den europäischen Charts unter anderem in Belgien und in den Niederlanden unter den Top 20 platzieren konnte.

## Geschichte
Tower gründete sich als niederländische Gruppe aus der Stadt Leiden und Umgebung, bestehend aus Marian Pijnaker (Leadgesang), High Ton Boom (Schlagzeug), Cor van der Hoogt (Gesang, Gitarre), Henk Van Loon (Keyboard, Gesang) und Ben Peterzen (Bass). Im Jahr 1982 veröffentlichte die Band ihr einziges Studioalbum mit dem Titel Titan für das niederländische Label Dureco Benelux. Das Album wurde produziert und von Cat Music mitgeschrieben. Ihre erste Single See You Tonight hatte Tower bereits ein Jahr zuvor auf den Markt gebracht. Die Single erreichte den elften Platz in der niederländischen Top 40.
Die Band orientierte sich mit ihrer Musik an erfolgreichen britischen Rockbands und Popikonen ihrer Zeit wie der Gruppe Queen, Electric Light Orchestra oder der Musik der Sängerin Kim Wilde. Mit der zweiten Single-Auskopplung der symphonischen Power Pop-Ballade Goin’ Home schaffte es die Band 6 Wochen in die niederländischen Charts und kletterte bis auf Platz 15. Im Nachbarland Belgien schaffte man es auf Platz 19 und konnte sich immerhin 3 Wochen dort platzieren. In Deutschland war man 1982 mit dem Titel eine Woche in den Charts vertreten. Im selben Jahr war der Titel Goin’ Home dann auch auf dem Rock-Sampler High Life – Ungekürzte Original Top-Hits Winter 82/83 einer Kompilationen des Musiklabels Polystar vertreten.
Nach den Anfangserfolgen wurden mit Get Back und dem Titelsong Titan zwei weitere Nummern aus dem Album Titan ausgekoppelt. In den Jahren 1983 und 1984 folgten mit Hey Amigo und It’s Allright noch zwei eigenständige Singles, die den Sprung in die Hitparade aber nicht mehr schafften. Bald darauf fiel die Gruppe auseinander. Marian Pijnaker und Van Hoogt gründeten im Jahr 1985 eine neue Gruppe namens Split Decision. Jedoch brachte es diese Formation nur auf eine Single mit dem Titel Action. Danach bildete man das Duo Fantastique. Von 1991 bis 2007 war Marian Pijnaker Leadsängerin der Band Utility. Danach gründete sie zusammen mit Ben Schutte Jr., das Duo Second Avenue. Van der Hoogt ist heute Sänger und Gitarrist der niederländischen Formation De Stevige Staartmannen.
Anlässlich des 1982 erschienenen Albums Titan gab Tower nach 30 Jahren am 15. September 2012 in Zoeterwoude in den Niederlanden ein Reunion Concert.
Als Ergebnis der Reunion wurde 2013 dann bei YouTube ein neuer Tower Song mit dem Titel Show me veröffentlicht. 2015 folgte mit dem Lied Rainfall (Special Edition – Dedicated to Michel) eine weitere Tower-Komposition auf YouTube.

## Diskografie

### Alben
- 1982: Titan (LP; Dureco Benelux)[8]

### Singles
- 1981: See You Tonight / Higher Faster (7″ Single)[9]
- 1982: Goin’ Home / Spaceman (7″ Single)[10]
- 1982: Get Back / We Are (The Boys and Girls) (12″ Single)[11]
- 1982: Titan / Spaceman (7″ Single)[12]
- 1983: Hey Amigo / Moon (7″ Single)[13]
- 1984: It’s Allright / It’s Allright (As Seen on TV) (7″ Single)[14]
- 2013: Show me auf YouTube
- 2015: Rainfall auf YouTube

### Kompilationen
- 1982: High Life – Ungekürzte Original Top-Hits Winter 82/83 (Polystar, LP Nr. 2475 569)
- 1983: Stolen from Madhouse-Axel (Polydor, MC Nr. 811972-4)[15]